# Jonty Hearnden
Jonty Hearnden (Dorchester-on-Thames, 1961) is een Britse antiekkenner, antiquair en televisiepresentator. 
Hearden begon zijn carrière in 1979 bij het Londense veilinghuis Bonhams. Later werd hij manager bij Lots Road Galleries, een ander Londens veilinghuis. In 1990 startte hij de antiekzaak Dorchester Antiques in  Dorchester-on-Thames (Oxfordshire).
Hij werkt(e) mee aan verschillende BBC-televisieprogramma's over antiek, waaronder de Antiques Roadshow, Going for a Song, Cash in the Attic, Sun, Sea and Bargain Spotting, Through the Keyhole en de 20th Century Road Show.

## Publicaties
- 2004 - Miller’s Buyer's Guide: “Late Georgian to Edwardian Furniture”
- 2007 - What's In Your Attic?: Discover Antique and Collectable Treasures in Your Home
- 2008 - Flea Market Secrets
- 2008 - Jonty's Boot Fair Secrets